# Bernd van den Bos
Bernd van den Bos (Ede, 20 september 1982) is een Nederlandse pianist, liedjesschrijver en bandleider.

## Biografie
Van den Bos begon op vijfjarige leeftijd met pianolessen en werd als elfjarige begeleider bij gospelduo Elly en Rikkert. Hij studeerde aan het Utrechts Conservatorium, waar zowel klassieke als lichte muziek zijn interesse hadden. In 2006 behaalde hij zijn bachelor Piano Klassieke Muziek en in 2008 de Master Lichte Muziek. Zijn docenten waren Bert van den Brink, Martyn van den Hoek en Cor Bakker. Hij is pianist bij onder anderen Simone Kleinsma en Brigitte Kaandorp. Hij begeleidde workshops van verschillende artiesten, onder wie Andrew Lloyd Webber. Als bandleider is hij verantwoordelijk voor de muzikale bijdrage aan tv- en theaterproducties. Van den Bos woont en werkt in Utrecht.

## Werk
Van den Bos begon zijn professionele carrière in 2004 bij Stage Entertainment en was als pianist te horen en zien in bekende tv-producties, waaronder X-Factor, Op zoek naar Evita en Herinneringen voor het leven. In het theater en op tv trad hij op met onder meer Karin Bloemen, Jenny Arean, Pia Douwes, Louis van Dijk, Ruth Jacott, Cor Bakker, Stef Bos, Bert van den Brink, Paul de Leeuw en Marco Bakker.
Sinds 2010 is van den Bos ook actief als bandleider en werkt hij samen met bekende artiesten uit de kleinkunstwereld. Zo was hij pianist/bandleider bij de theatertours ‘Ja Hoor, Daar Is Ie Weer’ van André van Duin, diverse shows van Simone Kleinsma (waaronder ‘Songbook’ en ‘Songs From the Heart’) en Brigitte Kaandorp (waaronder ‘Grande de Luxe Tour’ en ‘Eh’). Zijn meest recente projecten zijn het tv-programma ‘Klassiekers met Kleinsma’ (2021, 2022) en de theatertour ‘Gedeelde smart’ met Brigitte Kaandorp en Jenny Arean (2022). 
Ook op NPO Radio 4 is hij regelmatig te horen. 
Van den Bos’ spel is lyrisch en aan zijn klank en harmonieën is duidelijk te horen dat hij klassiek georiënteerd is. Verrassing speelt ook een grote rol in zijn spel. Zo maakt hij gebruik van akkoordprogressies die niet voor de hand liggen en humoristische improvisaties in klassieke-muziekstijl. Improviseren is een van de handelsmerken van Van den Bos.
Als songwriter schreef Van den Bos onder meer ‘Wonderlijk’ voor Simone Kleinsma. Dit nummer werd in 2017 genomineerd voor de Annie M.G. Schmidtprijs. In 2021 nam hij het album ‘Specularisatie’ op met Sinterklaasliedjes, waarin klassieke muziek en humor een belangrijke rol spelen.
Sinds 5 januari 2024 is hij te zien in het RTL4-programma Stars on Stage waarin BN'ers musicaloptredens geven. Hij begeleidt in dit programma de Final Curtains waarin wordt beslist welke BN'er afvalt.
| Productie                                                      | Producent                           | Jaartal/Periode | Rol                            |
| -------------------------------------------------------------- | ----------------------------------- | --------------- | ------------------------------ |
| Crazy For You                                                  | Stage Entertainment                 | 2004-2005       | Pianist                        |
| Beauty And The Beast                                           | Stage Entertainment                 | 2005-2007       | Pianist                        |
| Evi de Jean: Overleven                                         | Evi de Jean                         | 2007-2009       | Pianist                        |
| Disney Musical Sing-A-Long                                     | Stage Entertainment                 | 2009-2010       | Pianist, Bandleider            |
| Simone Kleinsma: Songs From The Heart                          | Stage Entertainment                 | 2009-2010       | Pianist                        |
| Sondheim in Songs                                              | M-lab                               | 2010            | Pianist, Bandleider            |
| Simone Kleinsma: Songbook                                      | Stage Entertainment                 | 2010-2011       | Pianist                        |
| Kinderen voor Kinderen Songfestival                            | VARA                                | 2011-2013       | Pianist, Bandleider            |
| André van Duin: Ja Hoor, Daar Is Ie Weer                       | Stage Entertainment                 | 2011-2013       | Pianist, Bandleider            |
| Simone Kleinsma, Pia Douwes, Karin Bloemen: Three Times A Lady | Shows & Events en Bernd van den Bos | 2012            | Solo Pianist                   |
| Brigitte Kaandorp: Bonbonniere Tournee                         | Doekop                              | 2013            | Solo Pianist                   |
| Brigitte Kaandorp: Wadden Tournee                              | Doekop                              | 2013            | Pianist                        |
| The Concert That Never Was                                     | Van Lambaart/Niehe Entertainment    | 2013            | Pianist, Bandleider            |
| Sonneveld De Musical                                           | Albert Verlinde Entertainment       | 2013-2015       | Pianist, Bandleider            |
| Brigitte Kaandorp: Antillen Tour                               | Doekop                              | 2014            | Solo Pianist                   |
| Brigitte Kaandorp: Grande De Luxe Tournee                      | Doekop                              | 2014-2015       | Solo Pianist                   |
| Brigitte Kaandorp: Grande De Luxe Extra Plus Tournee           | Doekop                              | 2015            | Pianist, Bandleider            |
| Simone Kleinsma: Simone!                                       | Stage Entertainment                 | 2015-2016       | Solo Pianist, Componist        |
| Musical In Concert Live On Tour                                | Stage Entertainment                 | 2017            | Pianist, Bandleider, Componist |
| Brigitte Kaandorp: Wereldtournee                               | Doekop                              | 2018            | Pianist, Bandleider, Componist |
| Brigitte Kaandorp: Eh                                          | Doekop                              | 2018-2019       | Solo Pianist, Componist        |
| Paul de Leeuw: Vette Pech                                      | Bopper                              | 2018-2019       | Solo Pianist                   |
| Best Of Broadway                                               | Shows & Events                      | 2019            | Pianist, Bandleider            |

## Losse producties
| Productie                                                          | Producent                      | Jaar | Rol                            |
| ------------------------------------------------------------------ | ------------------------------ | ---- | ------------------------------ |
| Bert van den Brink & Bernd van den Bos: Live Op Het Loo            | Stichting Paleisconcerten      | 2007 | Pianist                        |
| 10 jaar Nieuwe Luxor Theater                                       | Nieuwe Luxor Theater           | 2010 | Pianist, Bandleider            |
| Aida In Concert                                                    | Shows & Events                 | 2011 | Pianist, Bandleider            |
| Jesus Christ Superstar In Concert                                  | Shows & Events                 | 2013 | Pianist, Bandleider            |
| Pia Douwes: Dromen                                                 | PD Productions                 | 2013 | Solo Pianist                   |
| Freek Bartels & Celinde Schoenmaker: Live In DeLaMar               | Shows & Events                 | 2015 | Pianist, Bandleider            |
| Kinderen Voor Kinderen: Live In HMH                                | VARA                           | 2015 | Supervisor                     |
| Louis van Dijk & Bernd van den Bos: Live In De Edesche Concertzaal | Edesche Concertzaal            | 2015 | Pianist                        |
| Pia Douwes: Benefietconcert WellHalo Foundation                    | PD Productions                 | 2017 | Pianist, Bandleider, Componist |
| Pia Douwes: After All This Time                                    | PD Productions                 | 2018 | Pianist, Bandleider            |
| Pia Douwes: One Night In Bangkok                                   | PD Productions                 | 2018 | Pianist, Bandleider, Componist |
| Hommage Aan Simone Kleinsma                                        | Amsterdams Kleinkunst Festival | 2019 | Pianist, Bandleider, Componist |

## Songs
| Titel                      | Productie                             | Artiest                                   | Jaar |
| -------------------------- | ------------------------------------- | ----------------------------------------- | ---- |
| Belangrijk Voor Mij        | Grote Jongen                          | Erik Plageman                             | 2009 |
| Als Jij Maar Bij Me Bent   | Grote Jongen                          | Erik Plageman                             | 2009 |
| Wonderlijk                 | Simone!                               | Simone Kleinsma                           | 2016 |
| Liedje Voor Jou            | Simone!                               | Simone Kleinsma                           | 2016 |
| Mijn Beste Vriendin        | Simone! (Tour)                        | Simone Kleinsma                           | 2016 |
| Een Hard Hart              | Simone!                               | Simone Kleinsma                           | 2016 |
| Musical!                   | Musicals in Concert Live On Tour 2017 | Simone Kleinsma, Stanley Burleson e.a.    | 2017 |
| Kerst Met Jou              | Kerst Met Jou                         | Erik Plageman, Pia Douwes, Anneli Verhees | 2017 |
| Why Does He Choose To Stay | Pia Douwes Live In Bangkok            | Pia Douwes                                | 2018 |
| Taarten Bakken             | De Avond Van Paul Groot               | Paul Groot                                | 2018 |
| Blijf Nog Even             | Brigitte Kaandorp: Wereldtournee      | Brigitte Kaandorp, Rob de Nijs            | 2018 |
| Ik Ben Nog Niet Dood       | Brigitte Kaandorp: Wereldtournee      | Brigitte Kaandorp, Rob de Nijs            | 2018 |
| Altijd Wat                 | Brigitte Kaandorp: Eh                 | Brigitte Kaandorp                         | 2018 |

## Televisieregistraties
| Televisieprogramma                         | Omroep   | Jaar       | Rol                                |
| ------------------------------------------ | -------- | ---------- | ---------------------------------- |
| Simone's Songs At Christmas                | AVRO     | 2009       | Pianist                            |
| Kinderen Voor Kinderen Songfestival Finale | VARA     | 2011       | Pianist, Bandleider                |
| Kinderen Voor Kinderen Songfestival Finale | VARA     | 2012       | Pianist, Bandleider                |
| Kinderen Voor Kinderen Songfestival Finale | VARA     | 2013       | Pianist, Bandleider                |
| André van Duin: Ja Hoor, Daar Is Ie Weer   | AVROTROS | 2013       | Pianist, Bandleider                |
| Kinderen Voor Kinderen Songfestival Finale | VARA     | 2014       | Pianist, Bandleider                |
| Stars on Stage                             | RTL 4    | 2024-heden | Pianist, begeleiding Final Curtain |

## Nominatie(s)
| Nominatie               | Werk       | Jaar/Periode |
| ----------------------- | ---------- | ------------ |
| Annie M.G. Schmidtprijs | Wonderlijk | 2017         |

## Voetnoten
1. ↑  Bio. www.evidejean.com. Gearchiveerd op 17 november 2019. Geraadpleegd op 17 november 2019.
2. ↑  Evi de Jean / Branding (DVD Overleven). Evi de Jean. Geraadpleegd op 17 november 2019.
3. ↑  Theatershow Disney's Musical Sing-a-Long - 2009. Gearchiveerd op 17 november 2019. Geraadpleegd op 29 december 2019.
4. ↑  Simone Kleinsma - Songs From The Heart (Hele show 2010). Geraadpleegd op 17 november 2019.
5. ↑  Theatershow Sondheim in Songs - 2010. www.stage-entertainment.nl. Gearchiveerd op 17 november 2019. Geraadpleegd op 3 januari 2020.
6. ↑  Friese finalisten Kinderen voor Kinderen bekend. www.grootsneek.nl. Gearchiveerd op 17 november 2019. Geraadpleegd op 3 januari 2020.
7. ↑  Revue Ja hoor...daar is ie weer! - 2011. www.stage-entertainment.nl. Gearchiveerd op 17 november 2019. Geraadpleegd op 3 januari 2020.
8. ↑  "Three times a lady", Volkskrant, 20 september 2012. Geraadpleegd op 17 november 2019.
9. ↑  Henzen, Ton, "Brigitte Kaandorp is de beste therapie tegen voorjaarsmoeheid en-depressies", Meppeler Courant, 15 april 2013. Geraadpleegd op 17 november 2019.
10. ↑  Terpstra, Erica, "Een feest van herkenning", NRC, 4 november 2013. Geraadpleegd op 17 november 2019.
11. ↑  Brigitte Kaandorp live op Curacao. Shout Productions. Gearchiveerd op 17 november 2019. Geraadpleegd op 17 november 2019.
12. ↑  De levenslessen van Brigitte Kaandorp. Zin! (24 september 2014). Gearchiveerd op 17 november 2019. Geraadpleegd op 3 januari 2020.
13. ↑  Brigitte Kaandorp – Grande de Luxe. Theaters in Nederland. Gearchiveerd op 17 november 2019. Geraadpleegd op 3 januari 2020.
14. ↑  Buuren, van, Sebas, Staande ovatie voor Simone Kleinsma in intieme solo show. Musicalreports (3 februari 2016). Gearchiveerd op 18 maart 2017. Geraadpleegd op 3 januari 2020.
15. ↑  Musicals in Concert in Carré. Koninklijke Theater Carré (31 maart 2016). Geraadpleegd op 17 november 2019.
16. ↑  "Brigitte Kaandorp teert op meezingers", NRC, 16 maart 2018. Geraadpleegd op 17 november 2019.
17. ↑  d'Ancona, Jacques, "Recensie Brigitte Kaandorp: Vet over Toon Hermans heen", Dagblad van het Noorden, 1 maart 2019. Geraadpleegd op 17 november 2019.
18. ↑  Paul de Leeuw komt naar de Mythe. De Bevelander (15 oktober 2018). Gearchiveerd op 17 november 2019. Geraadpleegd op 3 januari 2020.
19. ↑  Best of Broadway. Shows & Events. Gearchiveerd op 17 december 2019. Geraadpleegd op 3 januari 2020.
20. ↑  Buuren, van, Sebas, Solisten Jesus Christ Superstar in Concert presenteren zich. Musical Reports (2 maart 2013). Gearchiveerd op 7 juli 2016. Geraadpleegd op 3 januari 2020.
21. ↑  Pia Douwes met soloprogramma in Delamar. nu.nl (26 februari 2013). Gearchiveerd op 17 november 2019. Geraadpleegd op 3 januari 2020.
22. ↑  Shows & Events, Concert Freek & Celinde DeLaMar. Shows & Events (16 juli 2015). Geraadpleegd op 17 november 2019.
23. ↑  Terugblik: meesterlijke improvisaties door gevleugelde vrienden Louis van Dijk en Bernd van den Bos. Edesche Concertzaal (6 maart 2015). Gearchiveerd op 17 november 2019. Geraadpleegd op 3 januari 2020.
24. ↑  Aelst, van, Emile, Pia Douwes and Friends benefiet concert voor de WellHalo Foundation.. Leidse Glibber (17 oktober 2017). Gearchiveerd op 17 november 2019. Geraadpleegd op 3 januari 2020.
25. ↑  Pia Douwes geeft eenmalig concert in het DeLaMar Theater. Musicalweb (1 december 2017). Gearchiveerd op 17 november 2019. Geraadpleegd op 3 januari 2020.
26. ↑  (en) Parivudhiphongs, Alongkorn, "Showtune songs and all that jazz", Bangkok Post, 17 augustus 2018. Geraadpleegd op 17 november 2019.
27. ↑  Belangrijk voor Mij. MusicBrainz. Geraadpleegd op 19 november 2019.
28. ↑  Als Jij Maar Bij Me Bent. MusicBrainz. Geraadpleegd op 19 november 2019.
29. ↑  Wonderlijk. MusicBrainz. Geraadpleegd op 19 november 2019.
30. ↑  Liedje Voor Jou. MusicBrainz. Geraadpleegd op 19 november 2019.
31. ↑  Mijn Beste Vriendin. MusicBrainz. Geraadpleegd op 19 november 2019.
32. ↑  Een Hard Hart. MusicBrainz. Geraadpleegd op 19 november 2019.
33. ↑  Kerst Met Jou. MusicBrainz. Geraadpleegd op 19 november 2019.
34. ↑  Kinderen voor Kinderen Songfestival Finale. Zapp (20 april 2013). Geraadpleegd op 19 november 2019.
35. ↑  Nominaties Annie M.G. Schmidtprijs 2016 bekend. Buma Stemra (2 maart 2017). Gearchiveerd op 28 november 2019. Geraadpleegd op 3 januari 2020.